# آلن ویلسون (موسیقی‌دان)
آلن ویلسون (انگلیسی: Alan Wilson؛ ۴ ژوئیهٔ ۱۹۴۳ – ۳ سپتامبر ۱۹۷۰) یک موسیقی‌دان اهل ایالات متحده آمریکا بود. وی بین سال‌های ۱۹۶۰ تا ۱۹۷۰ میلادی فعالیت می‌کرد.